# Mandya
Mandya jest miastem w dystrykcie Mandya w stanie Karnataka w Indiach. Nazwa miasta pochodzi od świętego Mandavya. Mandya leży 40 km od Mysore i 100 km od Bengaluru. Siedziba Eparchy Mandya.